# باب سلم (ريمة)

تعديل مصدري - تعديل

قرية باب سلم   هي إحدى قرى عزلة البيادح الواقعة ضمن مديرية الجعفرية التابعة لمحافظة ريمة، بلغ تعداد سكانها (100) نسمة حسب تعداد اليمن لعام 2004.

## المحلات التابعة للقرية
- سلم

## روابط خارجية
- الدليل الشامــل